# University Heights (Iowa)
University Heights é uma cidade localizada no estado americano de Iowa, no Condado de Johnson.

## Geografia
De acordo com o United States Census Bureau, a cidade tem uma área de 0,7 km², onde todos os 0,7 km² estão cobertos por terra.

### Localidades na vizinhança
O diagrama seguinte representa as localidades num raio de 12 km ao redor de University Heights.

## Demografia
Segundo o censo nacional de 2010, a sua população é de 1 051 habitantes e sua densidade populacional é de 1 503 hab/km². É a cidade mais densamente povoada de Iowa. Possui 512 residências, que resulta em uma densidade de 732,16 residências/km².